# Bin Furuya
Pour les articles homonymes, voir Furuya.
Bin Furuya (手塚 勝巳, Furuya Bin), de son vrai nom Satoshi Furuya (ふるやさとし, Furuya Satoshi), né le 5 juillet 1943, est un acteur japonais connu pour son interprétation non créditée du personnage principal de la série Ultraman de 1966. Il incarne plus tard le personnage Amagi dans la suite de la série, Ultraseven,, et fait également des apparitions dans Mothra, Gorath, Ghidorah, le monstre à trois têtes, Ultraman Zearth (en) et Mega Monster Battle: Ultra Galaxy (en).

## Biographie
Né à Tokyo dans le quartier de Nishi-Azabu (en), Furuya étudie dans une école de théâtre appelée Toho Geino avant d'entrer à la Tōhō. Son premier rôle au cinéma a lieu dans le film Mothra (1961). Il commence le rôle d'acteur en costume (en) en 1966 en tant que Kemur dans Ultra Q. Son autobiographie en japonais, 『ウルトラマンになった男』(L'Homme qui est devenu Ultraman), est publiée en 2009.

## Filmographie

### Cinéma
- 1961 : Mothra
- 1961 : La Dernière Guerre de l'Apocalypse
- 1962 : Gorath
- 1962 : King Kong contre Godzilla
- 1963 : Entre le ciel et l'enfer
- 1963 : Atragon
- 1964 : Tiger Flight
- 1964 : Mothra contre Godzilla
- 1964 : You Can Succeed, Too
- 1964 : Dogora, the Space Monster
- 1964 : Ghidorah, le monstre à trois têtes
- 1965 : Frankenstein vs. Baragon
- 1965 : Crazy Adventure
- 1965 : Invasion Planète X
- 1966 : La Guerre des monstres
- 1979 : Ultraman
- 2008 : Guilala's Counterattack
- 2009 : Mega Monster Battle: Ultra Galaxy
- 2013 : The Intermission
- 2014 : Earth Defense Widow
- 2016 : Kaiju Mono
- 2018 : The Great Buddha Arrival
- 2021 : Nezura 1964

### Télévision
- 1966 : Ultra Q
- 1966 : Ultraman
- 1967 : Ultraseven
- 2011 : Ultra Zone